# Sophie Lowe

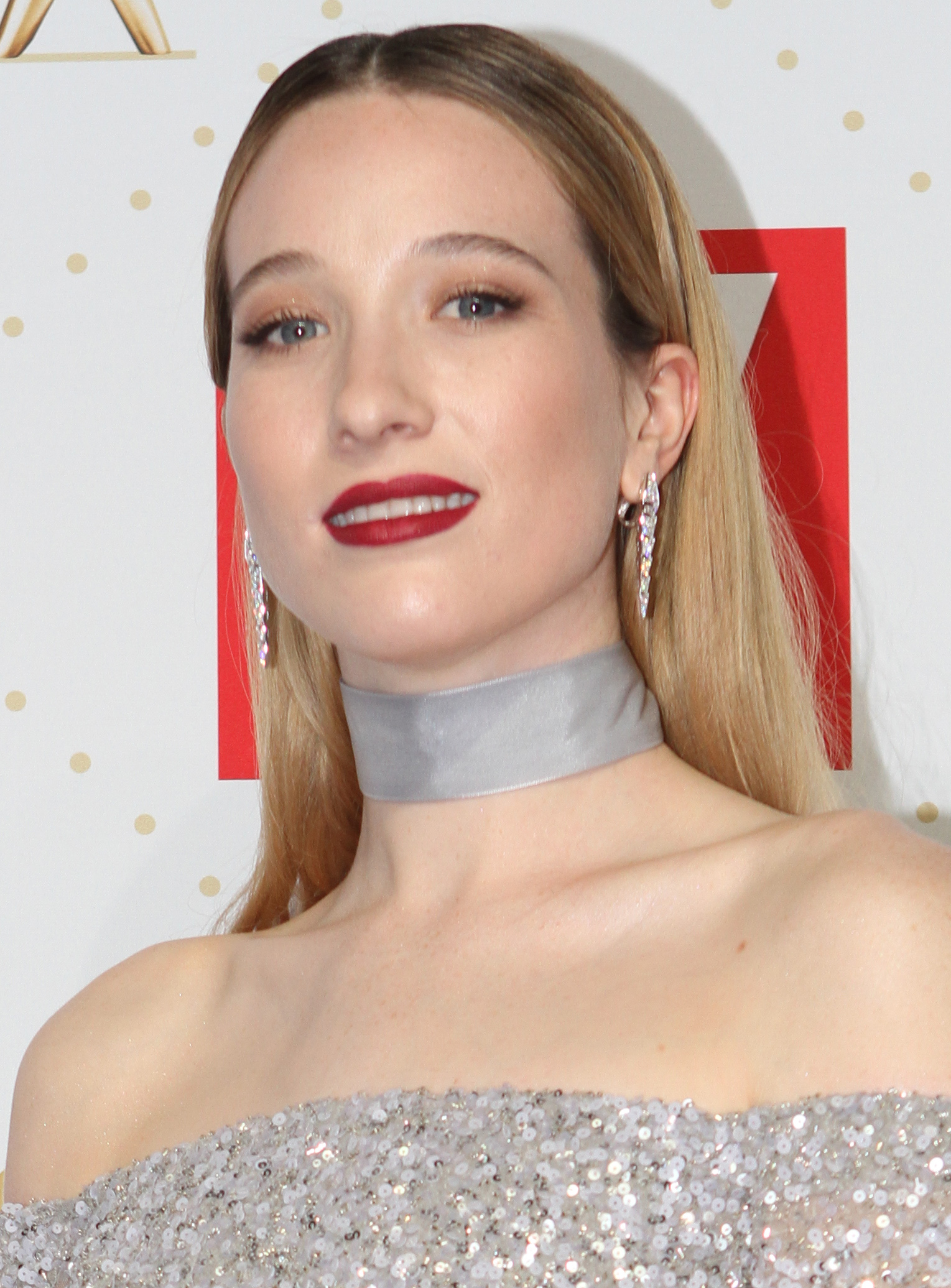
Sophie Lowe (2016)

Sophie Lowe (* 5. Juni 1990 in Sheffield, England) ist eine australische Schauspielerin.

## Leben und Karriere
Sophie Lowe wurde im Juni 1990 in der englischen Großstadt Sheffield geboren. Sie zog im Alter von zehn Jahren mit ihren Eltern Ian und Anne Lowe nach Australien. Dort versuchte sie sich zunächst als Model, wechselte dann aber zur Schauspielerei. Sie besuchte das McDonald College in Sydney. Nach Rollen in Kurzfilmen und Gastrollen in Fernsehserien gab sie 2009 ihr Spielfilmdebüt in dem Filmdrama Beautiful Kate. Die Titelrolle der Kate, die von ihrem Bruder sexuell angezogen wird, brachte ihr nationale Bekanntheit und 2009 eine AFI-Nominierung als Beste Hauptdarstellerin ein. Ebenfalls 2009 spielte sie die Nebenrolle der Katrina in dem Film Blessed neben Miranda Otto und Frances O’Connor.
2010 spielte Lowe an der Seite von Tabrett Bethell und Andy Whitfield in dem Thriller The Clinic, neben Xavier Samuel in dem Horrorfilm Road Train und in dem Thriller Blame mit. Letzterer, der unter anderem bei den Internationalen Filmfestspielen von Cannes, beim Toronto- und beim Chicago International Film Festival gezeigt wurde, handelt von fünf Jugendlichen, die dem Musiklehrer Bernard die Schuld am Selbstmord ihrer Freundin geben und ihn dafür ermorden wollen. In der preisgekrönten Miniserie The Slap – Nur eine Ohrfeige, die auf dem im Original gleichnamigen Roman von Christos Tsiolkas aus dem Jahr 2008 basiert, übernahm sie als Connie eine weitere Hauptrolle. Anschließend spielte sie neben Naomi Watts und Robin Wright in dem australisch-französischen Film Tage am Strand, der beim Sundance Film Festival 2013 Premiere hatte, die Rolle der Hannah. Im selben Jahr war sie neben Rhys Wakefield in dem Kurzfilm A Man Walks Into a Bar zu sehen, für den beide auch das Drehbuch schrieben und bei dem sie zudem die Regie übernahmen.
Beim Neuchâtel International Fantastic Film Festival 2013 feierte der Science-Fiction-Film The Philosophers – Wer überlebt? mit Lowe in der Rolle der Petra Premiere. Weitere Rollen in dem Film spielten Maia Mitchell, Bonnie Wright, James D’Arcy und Katie Findlay. In dem Once-Upon-a-Time-Ableger Once Upon a Time in Wonderland spielte Lowe von 2013 bis 2014 in 13 Episoden die Hauptrolle der Alice. Kurz nach dessen Einstellung wurde sie für The Returned, einer Adaption der gleichnamigen französischen Fernsehserie, gecastet, die im März 2015 bei A&E Premiere hatte. Weitere Film- und Fernsehrollen folgten. Ihr Schaffen umfasst mehr als 30 Produktionen.

## Filmografie (Auswahl)
- 2005: Backyard Science (Fernsehserie, eine Episode)
- 2009: Beautiful Kate
- 2009: All Saints (Fernsehserie, Episode 12x21)
- 2009: Blessed
- 2010: The Clinic
- 2010: Road Train
- 2010: Blame
- 2010: Satisfaction (Fernsehserie, zwei Episoden)
- 2011: The Slap – Nur eine Ohrfeige (The Slap, Miniserie, acht Episoden)
- 2013: Autumn Blood
- 2013: Tage am Strand (Adore)
- 2013: A Man Walks Into a Bar (Kurzfilm)
- 2013: The Philosophers – Wer überlebt? (After the Dark)
- 2013–2014: Once Upon a Time in Wonderland (Fernsehserie, 13 Episoden)
- 2015: The Returned  (Fernsehserie, zehn Episoden)
- 2015: The Beautiful Lie (Fernsehserie, sechs Episoden)
- 2015: What Lola Wants
- 2017: Die Sinnlichkeit des Schmetterlings (The Butterfly Tree)
- 2018: Romper Stomper (Fernsehserie, sechs Episoden)
- 2018: Waiting for the Miracle to Come
- 2019: Blow the Man Down
- 2019: Above Suspicion
- 2022: Medieval
- 2023: The Dive